# Menelzhofen
Menelzhofen ist ein Wohnplatz in der Stadtteilgemarkung Neutrauchburg von Isny im Allgäu im baden-württembergischen Landkreis Ravensburg.

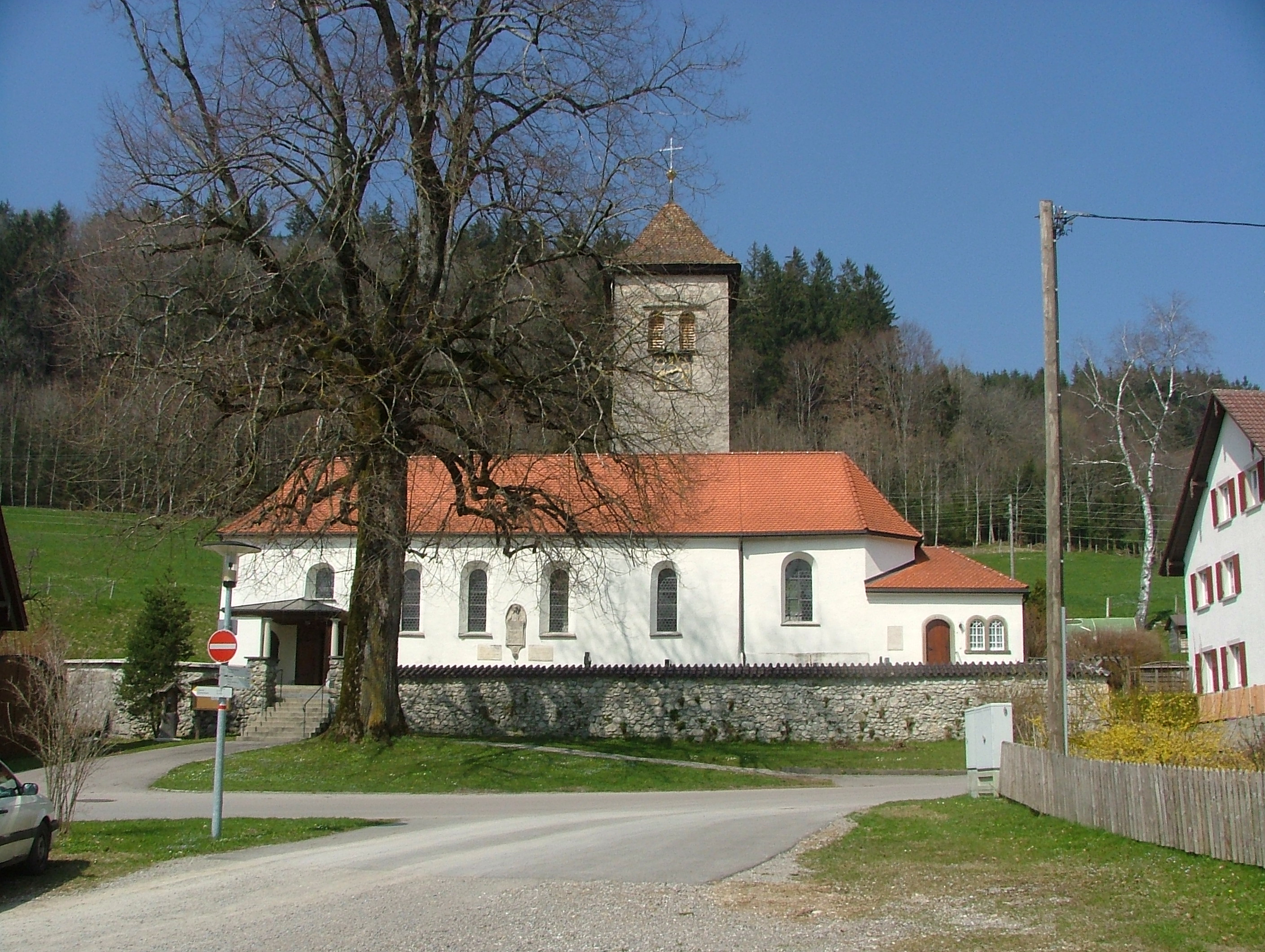
Kirche Sankt Margareta

## Geographie
Der Ort liegt circa vier Kilometer nordwestlich der Stadt Isny im Allgäu.

## Geschichte
Menelzhofen wurde erstmals urkundlich um das Jahr 1250 als Menolshoven erwähnt. Im gleichen Dokument wird der Ort als Siedlung des 8./9. Jahrhunderts genannt. Der Ortsname lässt sich auf einen Personennamen zurückführen. Im Jahr 1711 fand die Vereinödung Menelzhofens statt, wobei die Ortsteile Knöbelholz, Knollenhof, Langen, Oberweiher, Staig, Unterweiher und Wächters sowie ferner Eggental und Haubach entstanden. Über die Jahrhunderte hinweg wurde um Menelzhofen Kohleabbau betrieben.
Im Jahr 1278 wurde Kirche und Pfarrei Menelzhofen genannt. Im Jahr 1509 wurde die Kirche als Sankt Magnus und Columban, später als Sankt Margareta bezeichnet. Im Jahr 1467 wurde Menelzhofen vom Kloster Isny inkorporiert.